# Rick Boyle
Richard „Rick“ Boyle (* 26. März 1942 in San Francisco, Kalifornien; † 2016 auf den Philippinen) war ein US-amerikanischer Fotojournalist. 
Auf Grundlage seiner eigenen Erfahrungen in den frühen 1980er Jahren in El Salvador war er an der Entwicklung des Drehbuchs zu Salvador aus dem Jahr 1986 beteiligt. Er wird im Film von James Woods dargestellt. Gemeinsam mit Koautor und Regisseur Oliver Stone war er 1987 hierfür für den Oscar in der Kategorie  Bestes Originaldrehbuch nominiert. Der Film blieb seine einzige Arbeit als Drehbuchautor.